# 江戸城跡のヒカリゴケ生育地

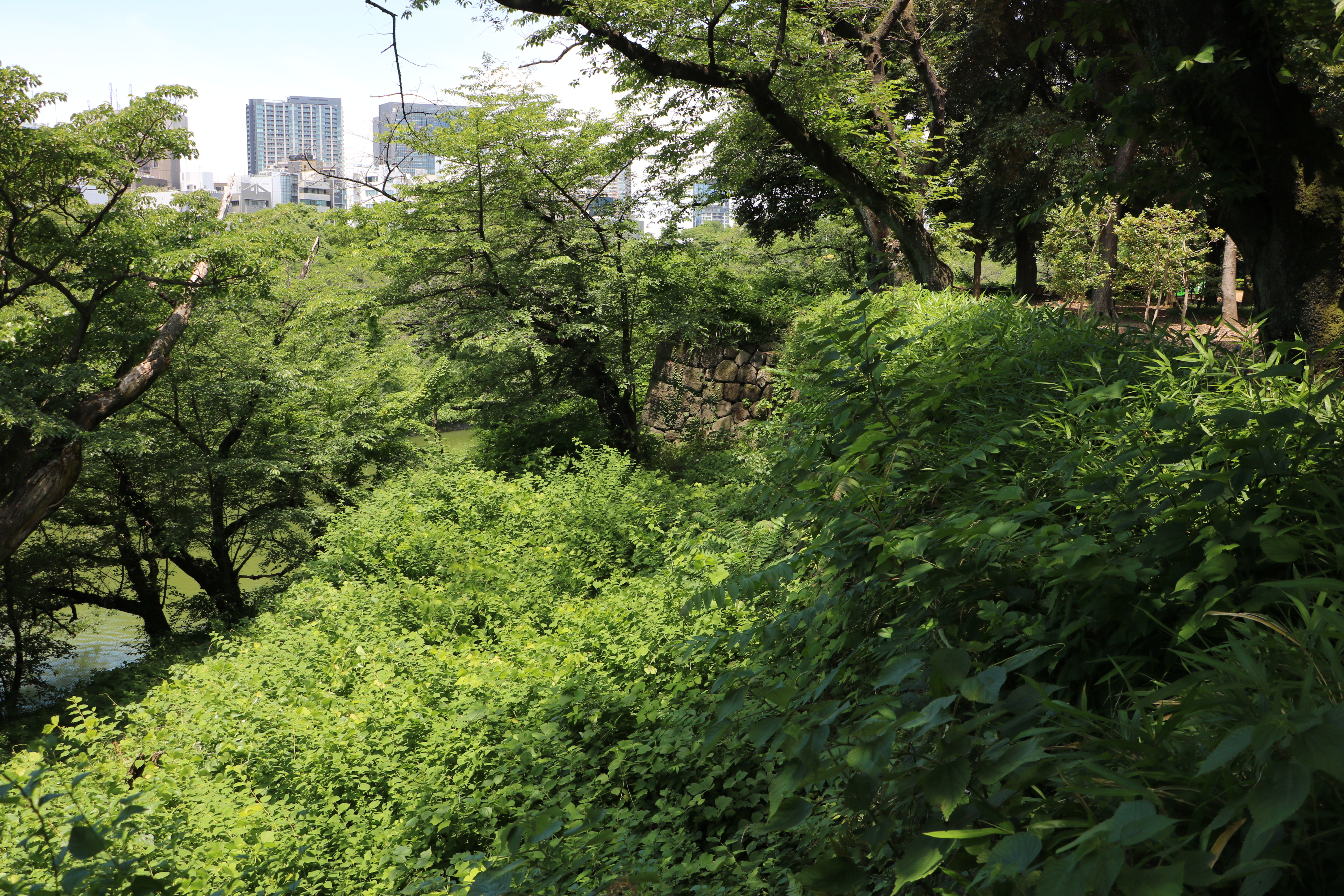
江戸城跡のヒカリゴケ生育地付近の石垣。2022年6月13日撮影。

江戸城跡のヒカリゴケ生育地（えどじょうあとのヒカリゴケせいいくち）は、東京都千代田区北の丸公園にある、国の天然記念物に指定されたヒカリゴケ（光蘚）の自生地である。
ヒカリゴケ（光蘚 学名：Schistostega pennata (Hedw.) F.Weber et D.Mohr）は、ヒカリゴケ科ヒカリゴケ属の原始的なコケ植物で、直射日光の乏しい洞窟や石垣の隙間などに生育して黄緑色に光るコケである。日本国内における生育は1910年（明治43年）に長野県の岩村田町（現、佐久市）で確認されたのが最初で、この場所は岩村田ヒカリゴケ産地として1921年（大正10年）に国の天然記念物に指定され、その後、国の史跡として知られる吉見百穴（現、埼玉県比企郡吉見町）の横穴の一部でも発見され、吉見百穴ヒカリゴケ発生地として1928年（昭和3年）に国の天然記念物に指定され、長期間にわたりこの2件がヒカリゴケの国指定天然記念物であった。
1969年（昭和44年）に、東京都心の千鳥ヶ淵に面した石垣の隙間にヒカリゴケらしきものが生育しているのを、近所に住む書道家の石川幸八郎が発見し、植物学者の武田久吉と井上浩の2名により生育地の調査が行われ、石垣の隙間に生育するコケがヒカリゴケであると同定された。
発見された生育地は堀の近くとはいえ、すぐ近くを首都高速都心環状線や、内堀通り、靖国通りといった交通量の多い道路が走る千代田区九段の一角であり、東京都心という特異な環境で、通常の生育地とは著しく異なる特殊な生育環境である点が重視され「江戸城跡のヒカリゴケ生育地」の指定名称で1972年（昭和47年）6月14日に国の天然記念物に指定された。
江戸城跡のヒカリゴケ生育地は通常の天然記念物と異なり、生育地の管理を行う環境省皇居外苑管理事務所による保全保護の方針から、ヒカリゴケの生育する正確な位置（指定地）は公表されていない。北の丸公園の現地園内にも天然記念物であることを示す石碑や標識などは一切設置されておらず、一般に公開もされていない。千代田区内にある唯一の国指定の天然記念物であり、東京23特別区内に所在する国指定の天然記念物6件のうち、最も都心に所在する国指定天然記念物である。

## 解説

### 発見の経緯

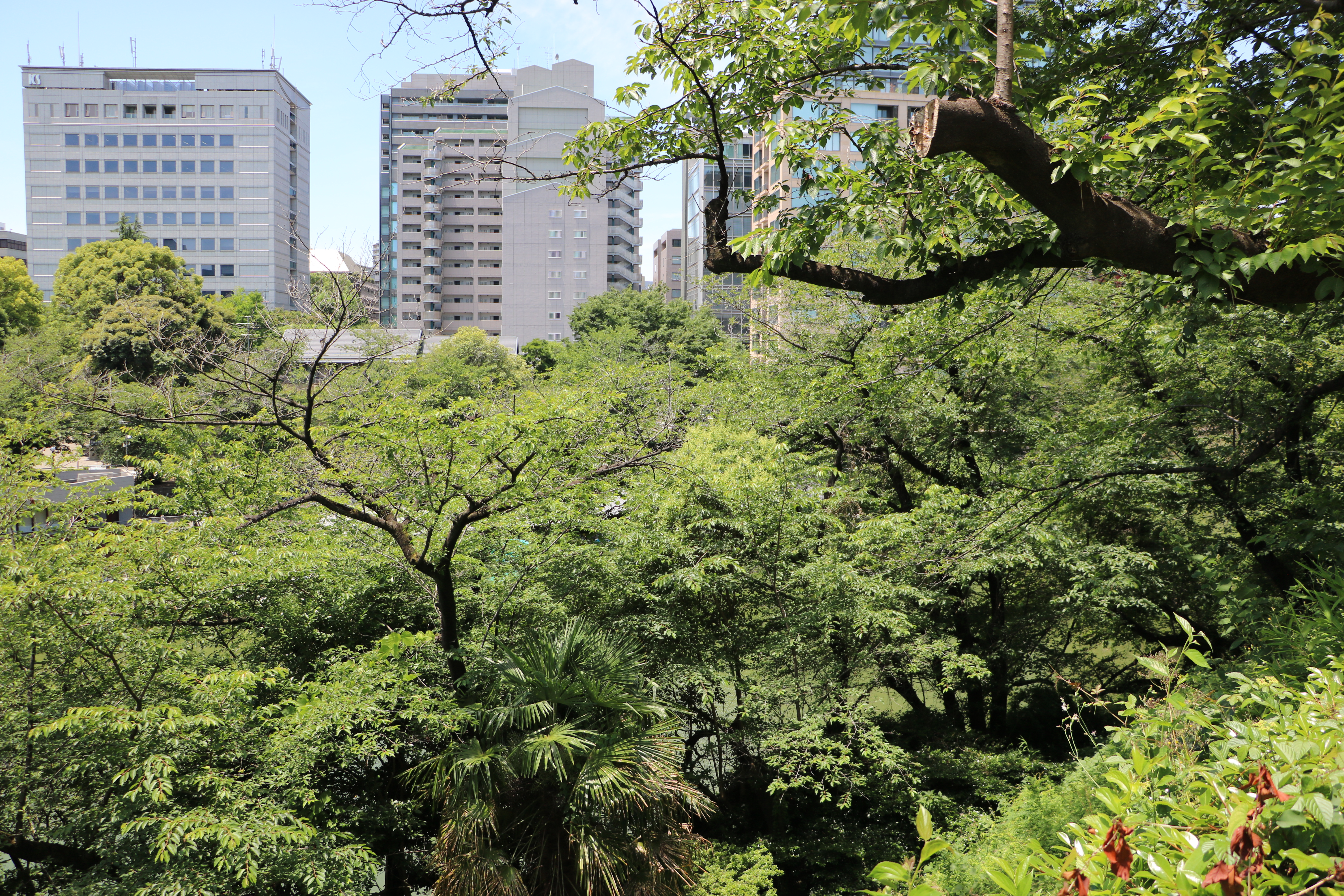
江戸城跡のヒカリゴケ生育地付近。2022年6月13日撮影。

1969年（昭和44年）4月29日の午後2時頃、千代田区一番町在住の書道家石川幸八郎は、自宅からほど近い千鳥ヶ淵の畔を散歩していると、石垣の隙間に何かが光るものを目にした。奥を覗き込むと数百匹のホタルが集まるように固まって光るものがあり、さらに近付いて目を凝らして観察すると、それが黄緑色に光るコケのようなものであることに気が付いた。もともと植物に関心を持っていた石川は「もしかしてヒカリゴケなのでは？」と思い、すぐに文化庁の記念物課へ連絡をした。文化庁は文化財専門審議会専門委員（当時）で、石川の住む一番町や千鳥ヶ淵にも近い富士見 (千代田区)在住の植物学者武田久吉を石川へ紹介すると、約1週間後の同年5月8日に武田は石川に案内され現場を確認し、石垣の隙間に生育するコケはヒカリゴケに間違いないことが分かった。
自分の目で確認した武田であったが、東京都心部にヒカリゴケが生育することは、従来の植物学の常識では考え難かったため、武田は他の植物学者にも確認してもらう必要があると考え、蘚苔学の専門家で国立科学博物館植物研究員（当時）であった井上浩に連絡し、東京都内でのヒカリゴケ生育記録報告の有無を問い合わせた結果、井上から未記録との報告を受けた。問い合わせを受けた井上も4日後の5月12日に石川と武田に案内され現地を訪れたが、石垣の隙間にヒカリゴケが生育するのを確認した井上は、にわかには信じられず目をこすって驚いたという。
この発見は当時の植物学者の間で話題となり、武田は1969年発行の『武蔵野』の中で
「之の武蔵野台地の一端にある千代田城壁に見ようとは夢想だにしなかったことである」と率直な驚きの言葉を記している。千鳥ヶ淵沿いで見つかったヒカリゴケの生育個所は、石垣の最下部、あるいは下から2番目ほどの間にある隙間で、それより上部の石垣からは確認されず、それぞれ石垣の隙間入口から50センチメートルから1メートルほどの場所に、大人の手のひら大に集まり群生したヒカリゴケが合計13か所から見つかった。
この経緯を井上から宮内庁侍従職を通じて知った昭和天皇は、ヒカリゴケの発見地が住まいのある皇居に隣接した場所であったことに驚き、植物学に深い造詣があったこともあり非常に関心を持ったという。武田と井上は昭和天皇に呼ばれ、発見された箇所が江戸城の古い石垣であったことから、皇居内の他の古い石垣にも生育の可能性があると考え、その後武田と井上は皇居内の石垣を隈なく探したが、結局、最初に石川が発見した千鳥ヶ淵の石垣以外から見つけることはできなかった。

### 国の天然記念物への指定

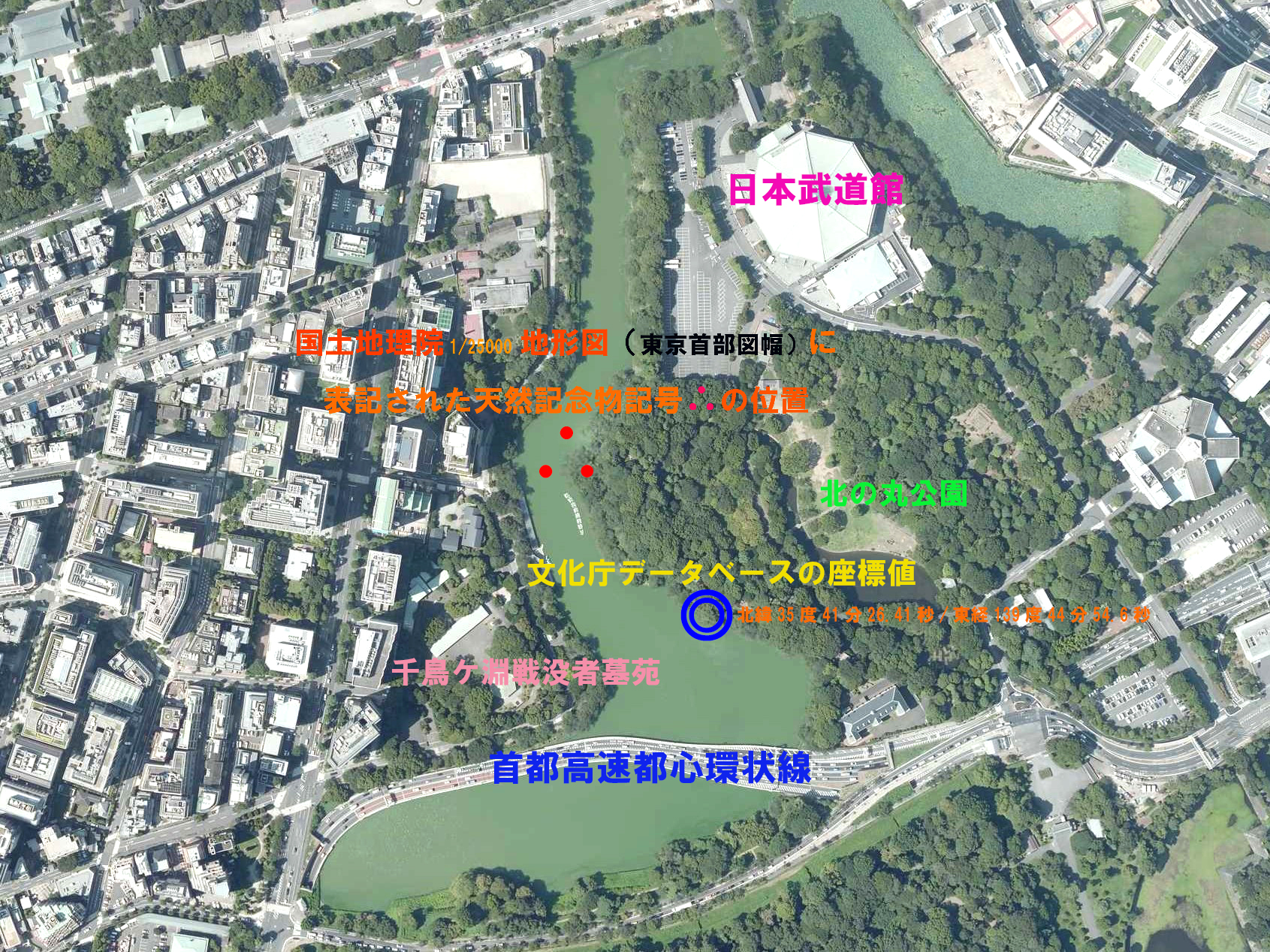
江戸城跡のヒカリゴケ生育地周辺の空中写真。
国土地理院1/25000地形図（東京首部）に記された、文化財保護法に基づく史跡・名勝・天然記念物をあらわす地図記号位置を「」、文化庁データベースに示された座標値（北緯35度41分26.41秒、東経139度44分54.6秒）を「」で空中写真中に記した。ただし実際の指定地は公表されていない。
。（2019年8月9日撮影の画像を使用作成）

発見者である石川はヒカリゴケ生育地の観察を行い続けた。ヒカリゴケが生育する石垣のある個所は、千鳥ヶ淵沿いの中でも樹木が覆いかぶさるように茂り、直射日光が当たらない雑木林の中のような場所にあり、同年7月31日に文化庁の吉川調査員を案内した石川も、石垣周辺に雑草が生い茂っていたため生育個所を一瞬見失ったが無事に見つけ、7月下旬の酷暑時にもかかわらず石垣の隙間は涼しくヒカリゴケはよく繁殖していた。その後も定期的にヒカリゴケの観察は続けられたが、秋も過ぎて冬になった翌1970年（昭和45年）1月9日の観察では、厳しい寒さのためか一部のコケを除き光の鮮明さが失われつつあり、さらに2月17日の観察時には石垣の隙間付近の乾燥化が進み、ヒカリゴケから光が完全に失われてしまい、石川は枯死してしまったのではないかと落胆したという。しかし少しずつ暖かくなった3月20日の観察時には、光は無いもののコケ全体が緑色のビロード状になり光を放つ準備を始めたように見え、発見から約1年後の4月28日の観察時には、ヒカリゴケは無事に輝きを取り戻していた。
この江戸城跡のヒカリゴケ生育地が国の天然記念物に指定されるまでには曲折があり、発見当初、何らかの保護対策が行われるまでは公開するべきでないと井上は考え、その対策の具体的な方法を文化庁と当時皇居外苑を管理していた厚生省に考えてもらうようお願いした。ところが、千鳥ヶ淵の石垣からヒカリゴケが発見されたという噂が新聞記者に嗅ぎつけられ、巡り巡って最終的に井上と文化庁係官が攻め立てられ、相談の結果「生育場所は絶対に伏せる」ということで文化庁は生育地の発見を発表した。このことを報道した毎日新聞は当時の公害論争と結びつけて報じ、紙上に「怪しげな写真を挿さんで掲載」されたと、武田は不快感を表している。
発見者の石川も保護を訴え続け、さしあたり1970年（昭和45年）3月に皇居外苑管理事務所により応急的な保護対策が行われたものの、当時は自由に立ち入ることができたという。その後、経緯は不明であるが、ヒカリゴケの生育地は立ち入り禁止となった。
石川による熱心な保護要請が文化庁に行われ、さらに石川はこのヒカリゴケ生育地を国の天然記念物に指定するよう発見者として文化庁へ申請を行った。1970年（昭和45年）12月4日、文化財保護審議会第三専門調査会天然記念物部会で行われた審議により、天然記念物に指定されることが決定され、「江戸城跡のヒカリゴケ生育地」の指定名称で1972年（昭和47年）6月14日付の告示により国の天然記念物に指定された。
このヒカリゴケ生育地が国の天然記念物指定に持ち込まれたことに対し、井上は数名の植物学者より反対意見を聞かされた。反対側の趣旨は天然記念物に指定されることにより、生育地の存在が広く知られ、悪意を持った一部の人間に荒らされるのではないかという懸念であった。これに対し井上は、自然保護の手段が「天然記念物指定のみ」であるとは決して思ってはいないが、自然保護に対するPRは積極的に行うべきで、生育地近くの道路が都市計画法に基づく都市計画道路により拡張される計画があり、交通量増加に伴う排気ガスなど、ヒカリゴケに与える悪影響の懸念からも記念物指定の必要を訴えた。さらに、井上の周辺では、このヒカリゴケは某山野草家が故意に植えたものだという話が出回り、井上が話の出所を探ると根拠のない悪質なデマに過ぎなかったという。

### 天然記念物指定後の経緯

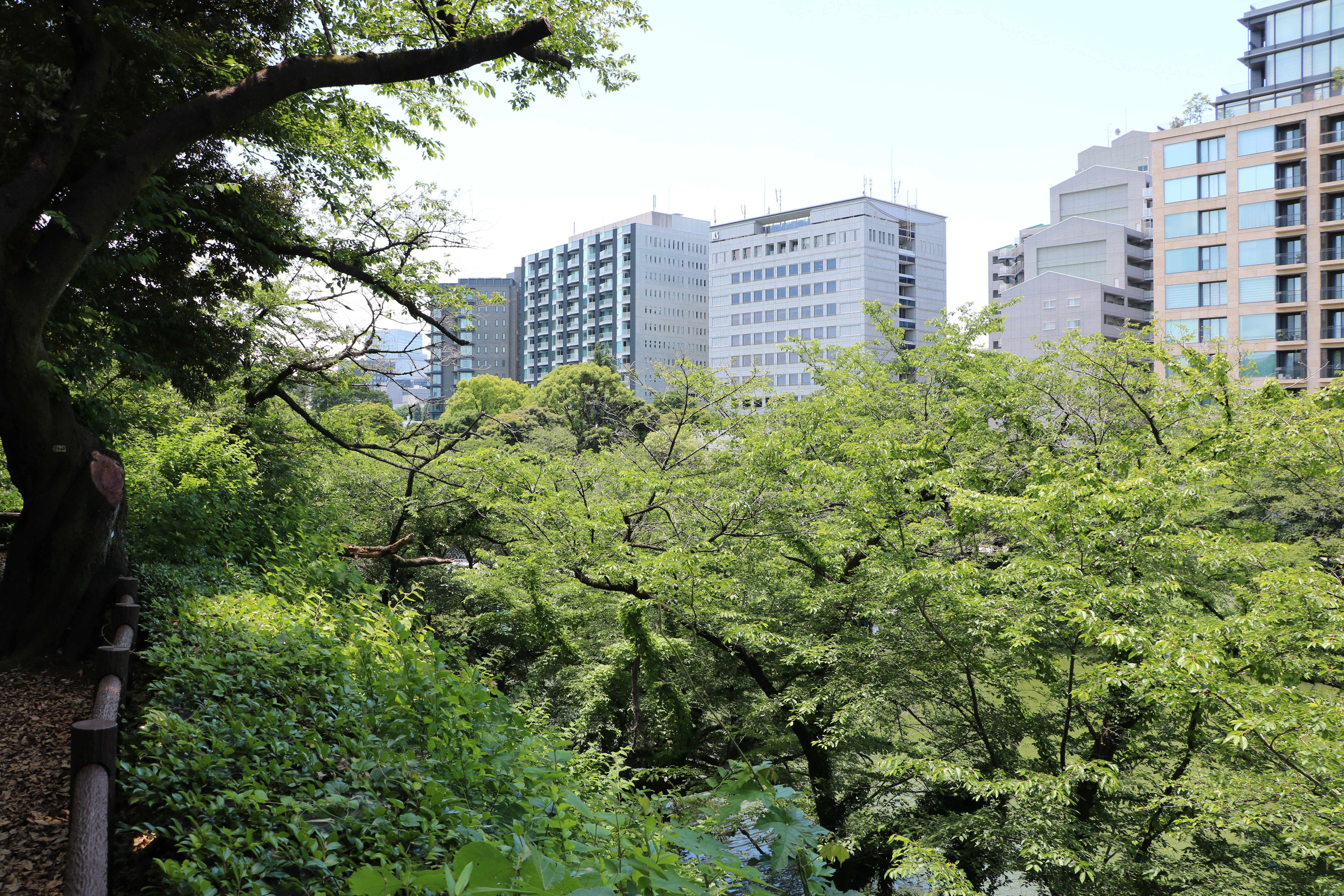
江戸城跡のヒカリゴケ生育地付近。2022年6月13日撮影。

江戸城跡のヒカリゴケ生育地は国の天然記念物に指定された前後に、立ち入り禁止とされた。文化財保護法では天然記念物などについて「積極的な活用によって国民の文化的向上に資する」ことを目的にしていることから考えると、一般公開もされず正確な所在地すら伏せられている現状は、いささか奇異なことである。この点について生育地を管理する皇居外苑管理事務所の庶務課長は、1981年（昭和56年）に次の2つの点で一般公開は難しいと指摘している。
1. . 重複する他の史跡との兼ね合い。一般公開することになると、ヒカリゴケが生育する場所に囲柵などを設置する必要があるが、生育地を含む一帯は国の特別史跡の江戸城跡に指定されているため、現状変更を伴う囲柵の設置は困難である[8]。
2. . 安全確保および警備上の問題。生育地は石垣の下部であるため、見学者の安全確保の観点から監視員を置くことも考えられるが、予算的に困難である。また、ここへの出入りを自由にすることは、皇居に隣接する場所柄、警備上の問題があり警察当局も一般公開には難色を示している[8]。

一方、文化庁記念物課では次のように述べている。

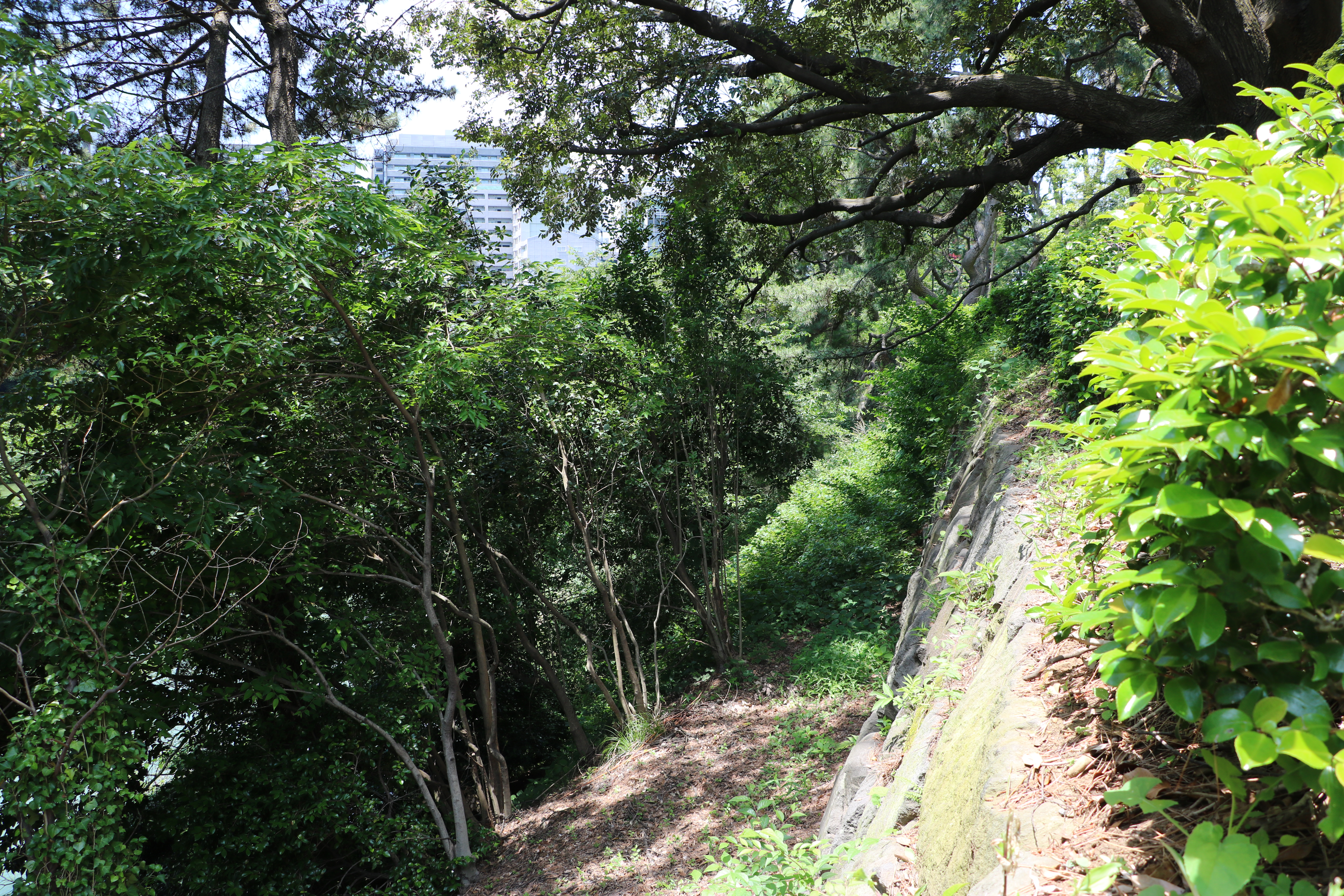
江戸城跡のヒカリゴケ生育地付近。2022年6月13日撮影。

このように一般には公開されていない天然記念物であるが、これまでに数回、主に研究者を対象に調査が行われており、指定から9年後の1981年（昭和56年）6月に、雑誌『採集と飼育』の編集者が「天然記念物の現状」というテーマで、環境庁皇居外苑管理事務所の係員同行のうえ現地調査が行われた。北の丸公園一角の金網の扉に掛けられた施錠を外して中に入り、人が1人歩ける幅の石垣と千鳥ヶ淵の間を進み、係員の「ここにありましたよ」との案内に従い、石垣の隙間を覗くと、エメラルドグリーンに光るヒカリゴケが確認された。さらに探した結果、金網扉の入口から100メートルほどの石垣の4から5か所の隙間にヒカリゴケの生育が確認された。いずれも石垣最下部から2段から4段目ほどの場所で、石垣の上部には一切生育個所は確認されなかった。その先にも何カ所か生育する場所があるというが、この時は生育の確認が目的であったため、それ以上は調査を行わなかったという。
確認される次の調査事例は、天然記念物指定から40年近くが経過した2011年（平成23年）11月25日に、国立科学博物館植物研究部の樋口正信らによって行われた。環境省皇居外苑管理事務所の許可の上で行われ、およそ200メートルの石垣のうち、4地点でヒカリゴケの生育を確認した。生育個所はいずれも石垣の1番下および2番目くらいの石垣の隙間で、発見当時の13か所にはおよばないが、いずれも生育状況、発光状況は旺盛で、無事に生育していることが確認された。
江戸城跡のヒカリゴケが自然分布の状態のものなのか、あるいは他所から持ち込まれたものなのかは判然としていない。一番近くの自然分布地は同じく国の天然記念物に指定された吉見百穴ヒカリゴケ発生地（埼玉県比企郡吉見町）であるが、江戸城跡の石垣の場合、江戸城築城の際に諸大名による献上など、他所から大量の石垣が持ち込まれたという歴史的な経緯があるため、もともと石垣に付着していたヒカリゴケの胞子が生き残った可能性が高いとされている。石は必ずしも大名の地元地域から運ばれたものとは限らないものの、献上記録などを調べれば採石地は明らかになる可能性がある。また、石垣の石には構築した大名を示す刻印があるとされるが、これまでのところ、個別の石垣の具体的な産地について詳細な調査は行われていない。

## 交通アクセス
所在地
- 文中でも解説したとおり、当該天然記念物は一般非公開であるため、現地を訪れても見学不能である。ここでは文化庁および千代田区の記載する「江戸城跡のヒカリゴケ生育地」所在住所を示す。
  - 東京都千代田区北の丸公園。

交通
- ここでは北の丸公園への交通機関を示す。
  - 東京地下鉄（東京メトロ）東西線の竹橋駅、または同じく東西線および半蔵門線と都営地下鉄新宿線の九段下駅下車、それぞれ徒歩約5分[16]。
- 首都高速道路都心環状線・代官町出入口または北の丸出口。